# Andrew Lang
Andrew Lang (31 tháng 3 năm 1844 – 20 tháng 7 năm 1912) là nhà thơ, tiểu thuyết gia và nhà phê bình văn học người Scotland. Ông cũng có đóng góp cho lĩnh vực nhân loại học và là Viện sĩ Viện Hàn lâm Anh Quốc (Fellow of the British Academy). Ông nổi tiếng với vai trò là người sưu tập truyện dân gian và truyện cổ tích. Các bản diễn văn Andrew Lang tại Đại học St Andrews được đặt tên theo tên ông.

## Tiểu sử
Andrew Lang sinh ngày 31 tháng 3 năm 1844 tại Selkirk, là con cả trong gia đình có tám người con. Cha ông, John Lang, là viên thư ký của thị trấn. Mẹ ông, Jane Plenderleath Sellar, là con gái của Patrick Sellar, người quản lý tài sản của Công tước xứ Sutherland. Ngày 17 tháng 4 năm 1875, ông kết hôn với Leonora Blanche Alleyne, con gái út của Charles Thomas Alleyne và Margaret Frances (Bruce) Alleyne. Bà được ghi nhận là tác giả, dịch giả hay người cộng tác trong các tập truyện thần tiên của Andrew Lang do ông biên tập.
Ông học tại Trường Ngữ pháp Selkirk, Trường Loretto, Học viện Edinburgh, Đại học St Andrews và Cao đẳng Balliol, Oxford. Ông sớm trở thành một trong những nhà văn đa tài nhất thời ấy với vai trò ký giả, nhà thơ, nhà phê bình và nhà sử học. Ông được chọn làm Viện sĩ Viện Hàn lâm Anh Quốc vào năm 1906. 
Ông mất vì bệnh đau thắt ngực tại khách sạn Tor-Na-Coille ở Banchory và được mai táng trong khuôn viên nhà thờ thị trấn Saint Andrews. Bia mộ của ông nằm ở phía đông nam khu vực thế kỷ 19.

## Sự nghiệp

### Văn hóa dân gian và nhân loại học

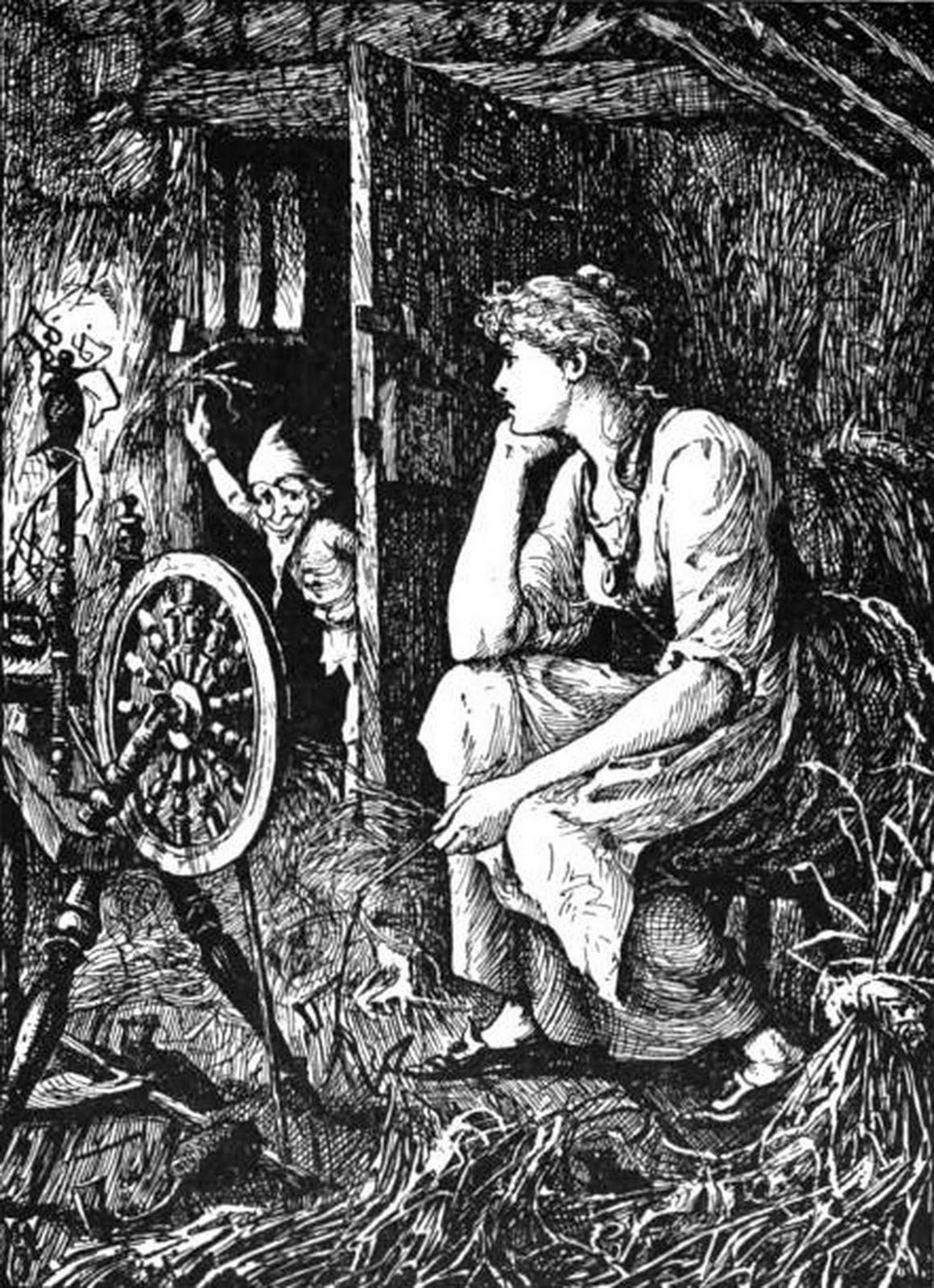
Minh họa câu chuyện "Rumpelstiltskin" trong Truyện thần tiên màu xanh lam (1889)

Thời nay, Lang chủ yếu được biết đến qua các ấn phẩm về văn hóa dân gian, thần thoại và tôn giáo. Ông quan tâm đến văn hóa dân gian ngay từ thời trẻ, đọc các tác phẩm của John Ferguson McLennan trước khi tới Oxford và về sau chịu ảnh hưởng bởi Edward Burnett Tylor.
Ấn phẩm đầu tiên của ông là Custom and Myth (Phong tục và thần thoại, 1884). Trong Myth, Ritual and Religion (Thần thoại, lễ nghi và tôn giáo, 1887), ông diễn giải các yếu tố "bất hợp lý" của thần thoại là tàn dư của những hình thức mang tính nguyên thủy hơn. Tác phẩm The Making of Religion (Sự hình thành của tôn giáo) chịu ảnh hưởng mạnh mẽ từ ý tưởng "kẻ hoang dã cao quý" (noble savage) của thế kỷ 18, trong đó Lang xác nhận sự tồn tại của những tư tưởng tâm linh cao quý ở các sắc tộc "hoang dã", tương đồng với mối quan tâm đến các hiện tượng huyền bí tại Anh thời ấy. Cuốn Blue Fairy Book (Truyện thần tiên màu xanh lam) do ông phát hành năm 1889 là một ấn bản truyện cổ tích được minh họa sinh động và đã trở thành tác phẩm kinh điển. Tiếp nối tác phẩm này là các bộ sưu tập truyện cổ tích khác, được biết đến với cái tên Andrew's Fairy Books (Sách thần tiên của Andrew Lang). Trong lời mở đầu của Truyện thần tiên màu hoa cà (Lilac Fairy Book), ông công nhận vợ mình là người đã dịch và chép lại hầu hết các câu chuyện trong bộ sưu tập. Lang đã nghiên cứu nguồn gốc của đạo thờ vật tổ trong tác phẩm Social Origins (Nguồn gốc xã hội, 1903).

### Nghiên cứu tâm linh
Lang là một trong những người sáng lập ra lĩnh vực "psychical research" (nghiên cứu tâm linh) và là tác giả của các sách về nhân loại học gồm The Book of Dreams and Ghosts (Sách giấc mơ và hồn ma, 1897), Magic and Religion (Phép thuật và tôn giáo, 1901) và The Secret of the Totem (Bí mật của vật tổ, 1905). Ông là Chủ tịch Hội Nghiên cứu Tâm linh năm 1911.
Lang nhiều lần viện dẫn thuyết duy linh châu Âu thế kỷ 19 và 20 để thách thức quan điểm của thầy mình, Tyler, là niềm tin vào linh hồn và thuyết vật linh vốn phi lý. Lang sử dụng công trình của Tyler và những nghiên cứu tâm linh của mình nhằm đặt cơ sở cho một bài phê bình nhân chủng học về chủ nghĩa duy vật.

### Học thuật kinh điển
Lang hợp tác với S. H. Butcher (1879) trong bản dịch văn xuôi sử thi Odyssey của Homer, với E. Myers và Walter Leaf (1883) trong bản dịch văn xuôi sử thi Iliad; cả hai tác phẩm đều gây chú ý bởi văn phong cổ xưa nhưng lôi cuốn. Ông là một học giả nghiên cứu về Homer có quan điểm bảo thủ. Các công trình khác bao gồm Homer and the Study of Greek (Homer và việc nghiên cứu tiếng Hy Lạp) trong Essays in Little (Tiểu luận thu gọn, 1891), Homer and the Epic (Homer và sử thi, 1893); một bản dịch văn xuôi The Homeric Hymns (Thánh ca Homer, 1899) với các bài tiểu luận thần thoại và văn học, trong đó ông phác họa sự tương đồng giữa thần thoại Hy Lạp và các thần thoại khác; Homer and his Age (Homer và thời đại, 1906); và Homer and Anthropology (Homer và nhân loại học, 1908).

### Sử gia

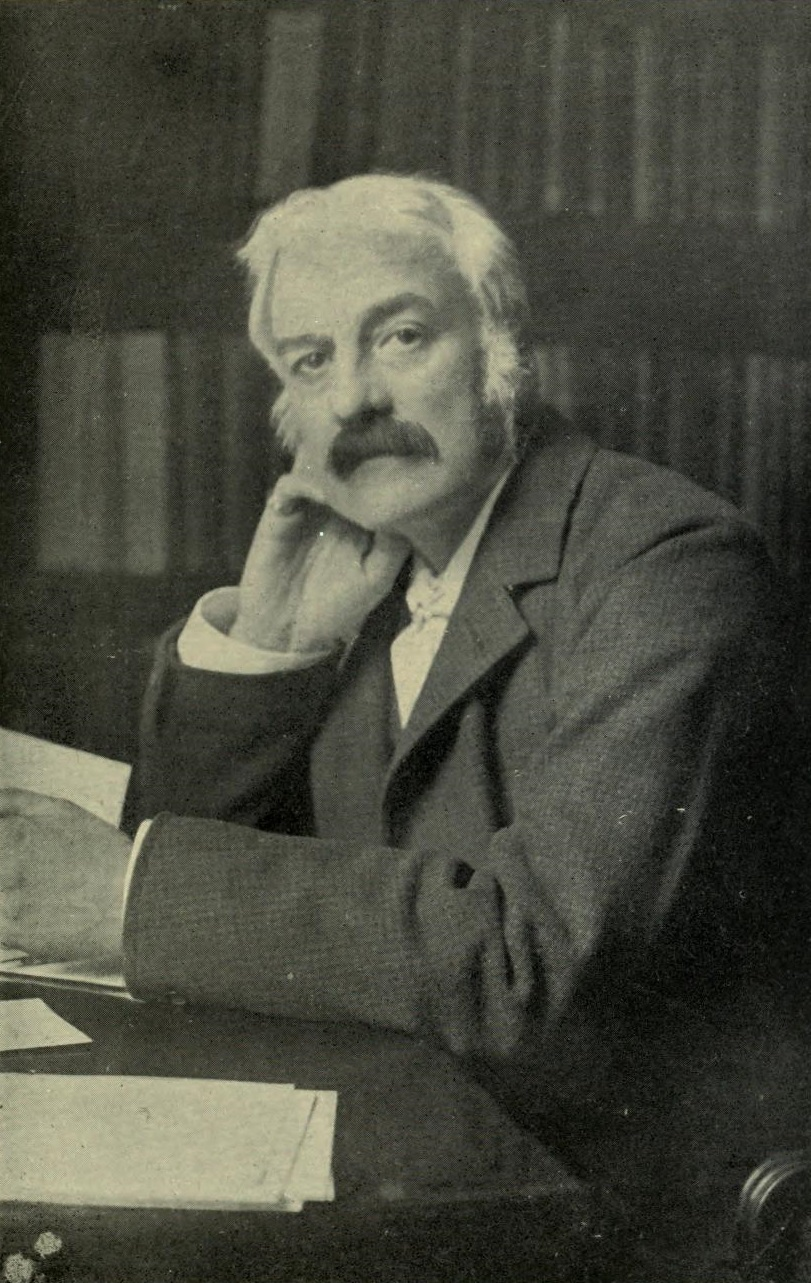
Andrew Lang trong lúc làm việc

Các bài viết của Lang về lịch sử Scotland được mô tả là có sự chăm chút uyên thâm đến từng chi tiết, sở hữu một phong cách văn học khêu gợi và một tài năng thiên bẩm trong việc gỡ rối các câu hỏi phức tạp. The Mystery of Mary Stuart (Bí ẩn về Mary Stuart, 1901) là nghiên cứu giúp làm sáng tỏ con người Mary I của Scotland, bằng cách sử dụng các bản thảo Lennox tại thư viện Đại học Cambridge để ủng hộ bà và chỉ trích những kẻ buộc tội bà.
Ông cũng viết chuyên khảo về The Portraits and Jewels of Mary Stuart (Chân dung và nữ trang của Mary Stuart, 1906) và James VI and the Gowrie Mystery (James VI và bí ẩn Gowrie, 1902). Quan điểm có phần kém thiện chí của ông về John Knox trong cuốn John Knox and the Reformation (John Knox và cuộc cải cách, 1905) đã làm dấy lên những tranh cãi đáng kể. Trong Pickle the Spy (Gián điệp Pickle, 1897), Lang viết về Alastair Ruadh MacDonnell và xác nhận người này là "Pickle", một gián điệp có tiếng được nhà Hannover cử đi theo dõi Charles Edward Stuart. Sau tác phẩm này là The Companions of Pickle (Bạn đồng hành của Pickle, 1898) và một chuyên khảo về Hoàng tử Charles Edward (1900). Cũng trong năm 1900, ông bắt đầu viết History of Scotland from the Roman Occupation (Lịch sử Scotland từ cuộc chiếm đóng của La Mã). The Valet’s Tragedy (Bi kịch của người đầy tớ, 1903) lấy tiêu đề từ một bài luận về tiểu thuyết Man in the Iron Mask (Người đàn ông mang mặt nạ sắt) của Dumas và sưu tầm 12 bài luận về các bí ẩn trong lịch sử. A Monk of Fife (Tu sĩ xứ Fife, 1896) là tác phẩm tự sự với lời kể của một người Scotland trẻ tuổi sống ở Pháp từ năm 1429–1431.

### Các bài viết khác
Ấn phẩm đầu tiên được Lang công bố là một tập sách thí nghiệm về vần luật trong thơ ca, The Ballads and Lyrics of Old France (Các bản ballad và thơ trữ tình của Pháp cổ, 1872). Sau tác phẩm này là các tập thơ chọn lọc khác: Ballades in Blue China (Ballade trong sứ xanh, 1880, phiên bản mở rộng, 1888), Ballades and Verses Vain (Các bản ballade và thơ phù phiếm, 1884) do Henry Austin Dobson tuyển chọn; Rhymes à la Mode (Âm vận tân thời, 1884), Grass of Parnassus (Cỏ mai hoa, 18880), Ban and Arrière Ban (Lệnh huy động quân, 1894), New Collected Rhymes (Các âm vận mới sưu tầm, 1905).
Lang là một nhà báo tích cực. Ông viết từ những bài báo chính cho tờ Daily News tới những bài vặt cho tờ Morning Post, và là biên tập văn học cho Longman’s Magazine trong nhiều năm.
Ông cũng biên tập The Poems and Songs of Robert Burns (Thơ và ca khúc của Robert Burns, 1896) và chịu trách nhiệm cho Life and Letters (Cuộc đời và những lá thư, 1897) của JG Lockhart và The Life, Letters and Diaries (Cuộc đời, những lá thư và nhật ký, 1890) của Stafford Northcote, Bá tước thứ nhất của Iddesleigh. Cùng một giọng điệu dí dỏm và gay gắt mà Lang đã dùng để chỉ trích những người sưu tập truyện dân gian khác, ông cũng thảo luận về các đề tài văn học trong Books and Bookmen (Sách và học giả, 1886), Letters to Dead Authors (Thư gửi các tác giả quá cố, 1886), Letters on Literature (Thư về văn chương, 1889), v.v.

## Tác phẩm

### Cho đến 1884

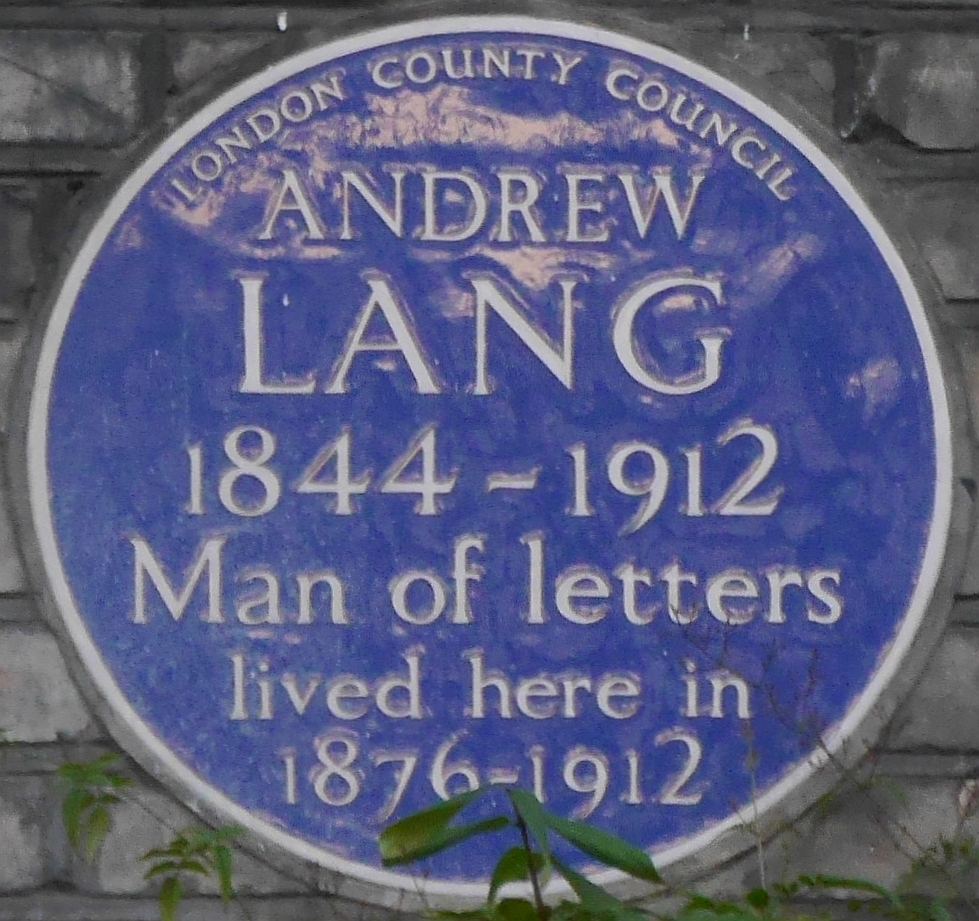
Blue plaque (biển xanh), 1 đường Marloes, Kensington, Luân Đôn

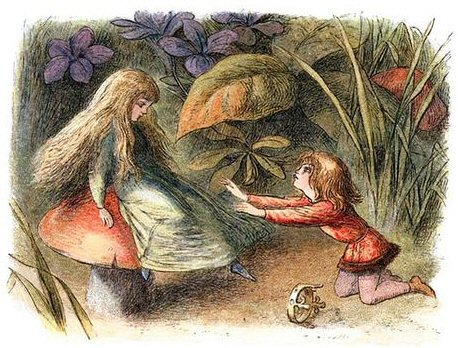
Hoàng tử cảm ơn nàng tiên nước, tranh từ The Princess Nobody (Nàng công chúa bất tài, 1884), Richard Doyle minh họa, Edmund Evans khắc và lên màu

- Tạp chí St Leonards. 1863. Đây là bản in lại của nhiều bài viết xuất hiện trong Tạp chí St Leonards mà Lang biên tập tại trường Đại học St Andrews. Ông đã đóng góp các mục sau: trang 10–13, Dawgley Manor; A sentimental burlesque; trang 25–26, Nugae Catulus; trang 27–30, Popular Philosophies; trang 43–50 là "Luận văn của những người đóng góp nổi tiếng" gồm bảy bài văn nhại ngắn, trong đó sáu bài là của Lang.
- The Ballads and Lyrics of Old France (1872)
- The Odyssey Of Homer Rendered Into English Prose (1879) translator với Samuel Henry Butcher
- Aristotle's Politics Books I. III. IV. (VII.). The Text of Bekker. With an English translation by W. E. Bolland. Together with short introductory essays by A. Lang. Từ đầu đến trang 106 là các bài luận của Lang, trang 107–305 là bản dịch. Luận của Lang không kèm bản dịch về sau được xuất bản dưới tên The Politics of Aristotle. Introductory Essays. 1886.
- The Folklore of France (1878)
- Specimens of a Translation of Theocritus. 1879. Đây là số báo trước khi xuất bản gồm các bài trích từ Theocritus, Bion and Moschus Rendered into English Prose.
- XXXII Ballades in Blue China (1880)
- Oxford. Brief historical & descriptive notes (1880). Ấn bản năm 1915 do họa sĩ George Francis Carline vẽ minh họa.[9]
- Theocritus Bion and Moschus. Rendered into English Prose with an Introductory Essay.1880.
- Notes by Mr A. Lang on a collection of pictures by Mr J. E. Millais R.A. exhibited at the Fine Arts Society Rooms. 148 New Bond Street. 1881.
- The Library: with a chapter on modern illustrated books. 1881.
- The Black Thief. A new and original drama (Adapted from the Irish) in four acts. (1882)
- Helen of Troy, her life and translation. Done into rhyme from the Greek books. 1882.
- The Most Pleasant and Delectable Tale of the Marriage of Cupid and Psyche (1882) với William Aldington
- The Iliad of Homer, a prose translation (1883) với Walter Leaf và Ernest Myers
- Custom and Myth (1884)
- The Princess Nobody: A Tale of Fairyland (1884)
- Ballads and Verses Vain (1884) do Austin Dobson tuyển chọn
- Rhymes à la Mode (1884)
- Much Darker Days. By A. Huge Longway. (1884)
- Household tales; their origin, diffusion, and relations to the higher myths. [1884].

### 1885–1889
- That Very Mab (1885) với May Kendall
- Books and Bookmen (1886)
- Letters to Dead Authors (1886)
- In the Wrong Paradise (1886) tập truyện
- The Mark of Cain (1886) tiểu thuyết
- Lines on the inaugural meeting of the Shelley Society (1886)
- La Mythologie Traduit de L'Anglais par Léon Léon Parmentier. Avec une préface par Charles Michel et des Additions de l'auteur. (1886) Không được xuất bản hoàn thiện bằng tiếng Anh, tuy nhiên vẫn có một bản dịch tiếng Ba Lan. 170 trang đầu tiên là bản dịch bài viết trong 'Encyclopædia Britannica'. Phần còn lại lấy các bài viết và tài liệu từ Custom and Myth.
- Almae matres (1887)
- He (1887 với Walter Herries Pollock) nhại
- Aucassin and Nicolette (1887)
- Myth, Ritual and Religion (hai quyển, 1887)
- Johnny Nut and the Golden Goose. Dịch sang tiếng Anh từ bản tiếng Pháp của Charles Deulin (1887)
- Grass of Parnassus. Rhymes old and new. (1888)
- Perrault's Popular Tales (1888)
- Gold of Fairnilee (1888)
- Pictures at Play or Dialogues of the Galleries (1888) với W. E. Henley
- Prince Prigio (1889)
- The Blue Fairy Book (1889) (Henry J. Ford minh họa)
- Letters on Literature (1889)
- Lost Leaders (1889)
- Ode to Golf. Đóng góp vào On the Links; being Golfing Stories by various hands (1889)
- The Dead Leman and other tales from the French (1889) dịch cùng Paul Sylvester

### 1890–1899
- The Red Fairy Book (1890)
- The World's Desire (1890) với H. Rider Haggard

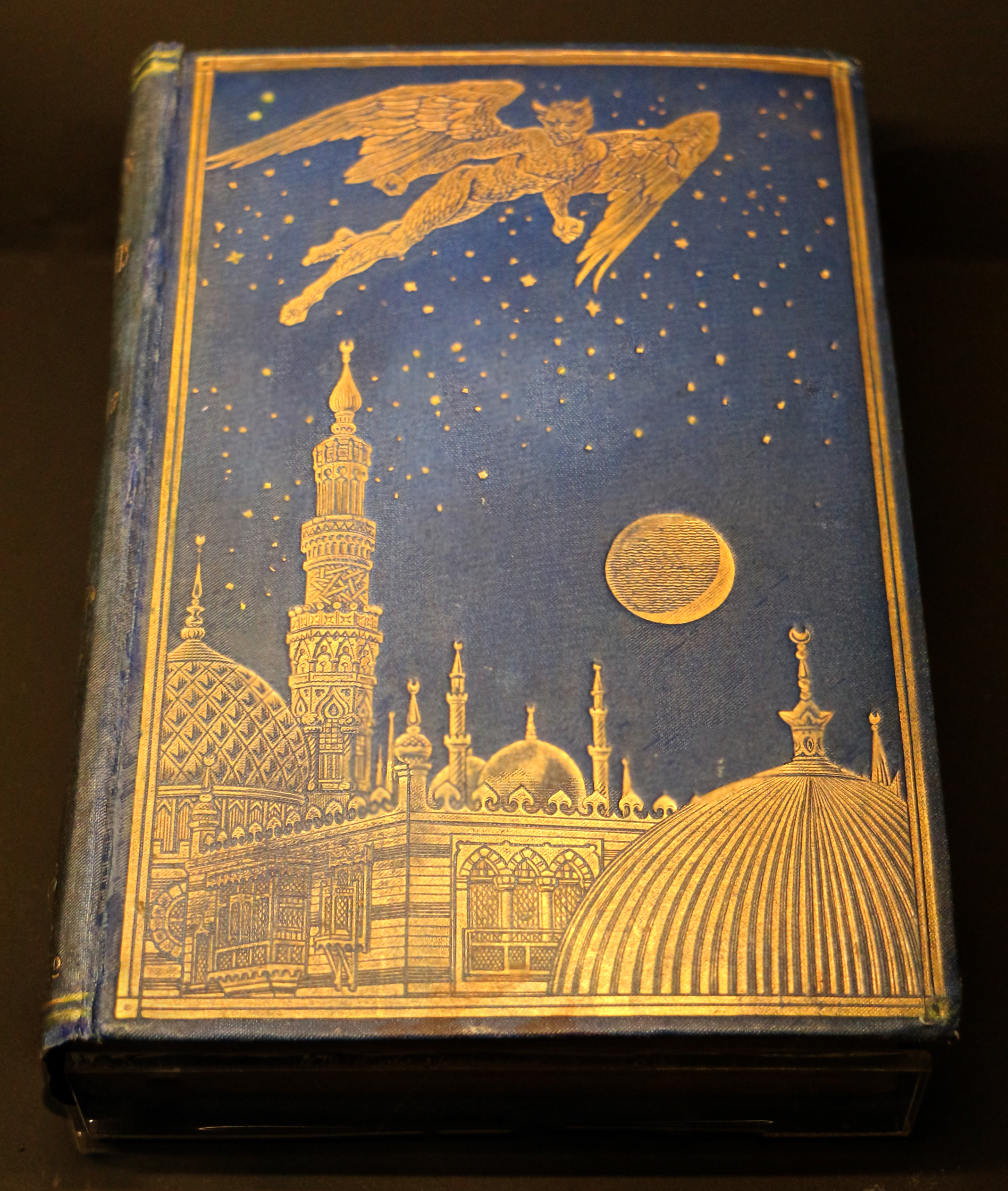
Nghìn lẻ một đêm, Longman Green & co., Luân Đôn 1898

- Old Friends: Essays in Epistolary Parody (1890)
- The Strife of Love in a Dream, Being the Elizabethan Version of the First Book of the Hypnerotomachia of Francesco Colonna (1890)
- The Life, Letters and Diaries of Sir Stafford Northcote, 1st Earl of Iddesleigh (1890)
- Etudes traditionnistes (1890)
- How to Fail in Literature (1890)
- The Blue Poetry Book (1891)
- Essays in Little (1891)
- On Calais Sands (1891)
- The Green Fairy Book (1892)
- The Library with a Chapter on Modern English Illustrated Books (1892) với Austin Dobson
- William Young Sellar (1892)
- The True Story Book (1893)
- Homer and the Epic (1893)
- Prince Ricardo of Pantouflia (1893)
- Waverley Novels (của Walter Scott), 48 quyển (1893) biên tập
- St. Andrews (1893)
- Montezuma's Daughter (1893) với H. Rider Haggard
- Kirk's Secret Commonwealth (1893)
- The Tercentenary of Izaak Walton (1893)
- The Yellow Fairy Book (1894)
- Ban and Arrière Ban (1894)
- Cock Lane and Common-Sense (1894)
- Memoir of R. F. Murray (1894)
- The Red True Story Book (1895)
- My Own Fairy Book (1895)
- Angling Sketches (1895)
- A Monk of Fife (1895)
- The Voices of Jeanne D'Arc (1895)
- The Animal Story Book (1896)
- The Poems and Songs of Robert Burns (1896) biên tập
- The Life and Letters of John Gibson Lockhart (1896) hai quyển
- Pickle the Spy; or the Incognito of Charles, (1897)
- The Nursery Rhyme Book (1897)
- The Miracles of Madame Saint Katherine of Fierbois (1897) dịch
- The Pink Fairy Book (1897)
- A Book of Dreams and Ghosts (1897)
- Pickle the Spy (1897)
- Modern Mythology (1897)
- The Companions of Pickle (1898)
- The Arabian Nights Entertainments (1898)
- The Making of Religion (1898)
- Selections from Coleridge (1898)
- Waiting on the Glesca Train (1898)
- The Red Book of Animal Stories (1899)
- Parson Kelly (1899) hợp tác với A. E. W. Mason
- The Homeric Hymns (1899) dịch
- The Works of Charles Dickens in Thirty-four Volumes (1899) biên tập

### 1900–1909
- The Grey Fairy Book (1900)
- Prince Charles Edward (1900)
- Parson Kelly (1900)
- The Poems and Ballads of Sir Walter Scott, Bart (1900) biên tập
- A History of Scotland – From the Roman Occupation (1900–1907) bốn quyển[10]
- Notes and Names in Books (1900)
- Alfred Tennyson (1901)
- Magic and Religion (1901)
- Adventures Among Books (1901)
- The Crimson Fairy Book (1903)
- The Mystery of Mary Stuart (1901, new and revised ed., 1904)
- The Book of Romance (1902)
- The Disentanglers (1902)
- James VI and the Gowrie Mystery (1902)
- Notre-Dame of Paris (1902) dịch
- The Young Ruthvens (1902)
- The Gowrie Conspiracy: the Confessions of Sprott (1902) dịch
- The Violet Fairy Book (1901)
- Lyrics (1903)
- Social England Illustrated (1903) dịch
- The Story of the Golden Fleece (1903)
- The Valet's Tragedy (1903)
- Social Origins (1903) với Primal Law của James Jasper Atkinson
- The Snowman and Other Fairy Stories (1903)
- Stella Fregelius: A Tale of Three Destinies (1903) với H. Rider Haggard
- The Brown Fairy Book (1904)
- Historical Mysteries (1904)
- The Secret of the Totem (1905)
- New Collected Rhymes (1905)
- John Knox and the Reformation (1905)
- The Puzzle of Dickens's Last Plot (1905)
- The Clyde Mystery. A Study in Forgeries and Folklore (1905)
- Adventures among Books (1905)
- Homer and His Age (1906)
- The Red Romance Book (1906)
- The Orange Fairy Book (1906)
- The Portraits and Jewels of Mary Stuart (1906)
- Life of Sir Walter Scott (1906)
- The Story of Joan of Arc (1906)
- New and Old Letters to Dead Authors (1906)
- Tales of a Fairy Court (1907)
- The Olive Fairy Book (1907)
- Poets' Country (1907) biên tập cùng Churton Collins, W. J. Loftie, E. Hartley Coleridge, Michael Macmillan
- The King over the Water (1907)
- Tales of Troy and Greece (1907)
- The Origins of Religion (1908) tiểu luận
- The Book of Princes and Princesses (1908)
- Origins of Terms of Human Relationships (1908)
- Select Poems of Jean Ingelow (1908) biên tập
- The Maid of France, being the story of the life and death of Jeanne d'Arc (1908)
- Three Poets of French Bohemia (1908)
- The Red Book of Heroes (1909)
- The Marvellous Musician and Other Stories (1909)
- Sir George Mackenzie King's Advocate, of Rosehaugh, His Life and Times (1909)

### 1910–1912
- The Lilac Fairy Book (1910)
- Does Ridicule Kill? (1910)
- Sir Walter Scott and the Border Minstrelsy (1910)
- The World of Homer (1910)
- The All Sorts of Stories Book (1911)
- Ballades and Rhymes (1911)
- Method in the Study of Totemism (1911)
- The Book of Saints and Heroes (1912)
- Shakespeare, Bacon and the Great Unknown (1912)
- A History of English Literature (1912)
- In Praise of Frugality (1912)
- Ode on a Distant Memory of Jane Eyre (1912)
- Ode to the Opening Century (1912)

### Sau khi qua đời
- Highways and Byways in The Border (1913) với John Lang
- The Strange Story Book (1913) với bà Lang
- The Poetical Works (1923) bà Lang biên tập, bốn quyển
- Old Friends Among the Fairies: Puss in Boots and Other Stories. Chosen from the Fairy Books (1926)
- Tartan Tales From Andrew Lang (1928) Bertha L. Gunterman biên tập
- From Omar Khayyam (1935)

### Sách thần tiên của Andrew Lang
Lang đã tuyển chọn, biên tập 25 bộ sưu tập truyện cổ tích và cho xuất bản hàng năm, bắt đầu với The Blue Fairy Book (Truyện thần tiên màu xanh lam) vào năm 1889 và kết thúc với The Strange Story Book (Sách truyện lạ kỳ) năm 1913. Đôi khi bộ sưu tập này được gọi là Sách thần tiên của Andrew Lang, dù Truyện thần tiên màu xanh lam và những truyện "có màu" khác chỉ gồm 12 quyển. Trong danh sách được xếp theo thứ tự thời gian dưới đây, những truyện thần tiên "có màu" sẽ được đánh số.
- (1) The Blue Fairy Book (1889)
- (2) The Red Fairy Book (1890)
- The Blue Poetry Book (1891)
- (3) The Green Fairy Book (1892)
- The True Story Book (1893)
- (4) The Yellow Fairy Book (1894)
- The Red True Story Book (1895)
- The Animal Story Book (1896)
- (5) The Pink Fairy Book (1897)
- The Arabian Nights' Entertainments (1898)
- The Red Book of Animal Stories (1899)
- (6) The Grey Fairy Book (1900)
- (7) The Violet Fairy Book (1901)
- The Book of Romance (1902)
- (8) The Crimson Fairy Book (1903)
- (9) The Brown Fairy Book (1904)
- The Red Romance Book (1905)
- (10) The Orange Fairy Book (1906)
- (11) The Olive Fairy Book (1907)
- The Book of Princes and Princesses (1908)
- The Red Book of Heroes (1909)
- (12) The Lilac Fairy Book (1910)
- The All Sorts of Stories Book (1911)
- The Book of Saints and Heroes (1912)
- The Strange Story Book (1913)